# Pécsi Janus Pannonius Gimnázium
A Pécsi Janus Pannonius Gimnázium állami tulajdonban lévő középfokú intézmény 1948 óta. Az egykor Pius Gimnázium névre hallgató intézményt Zichy Gyula pécsi püspök alapította 1912-ben. Pécs belvárosában, a Széchenyi tér közvetlen közelében található a gimnázium, melyben hatosztályos és speciális négyosztályos képzések folynak idegennyelvi és matematika-informatika tagozaton.

## Története

### Alapítása
A jogelőd Pius Gimnáziumot, mely nevét X. Piusz pápáról kapta, gr. Zichy Gyula pécsi püspök alapította 1912-ben, saját vagyonából. A jezsuiták által fenntartott intézmény, melyet kolostornak szántak, később a Pécsi Tanárképző Főiskolának (ma PTE BTK-TTK) adott otthont az Ifjúság útján. A Pilch Andor illetve Fábián Gáspár tervei nyomán megépült neoromán stíluselemekkel bíró épületek nagylelkű adományokból valósultak meg.

### Állami tulajdonban
A második világháborút követően, 1948-ban a gimnázium állami tulajdonba került. A gimnázium felvette az egykori humanista költő, pécsi püspök, Janus Pannonius nevét. 1950 nyarán költözött át a gimnázium az 1896-ban épült több, mint száz éves kora eklektikus épületbe, melyben korábban is különböző iskolák működtek. 1954 után megszűnt a koedukált képzés, a későbbiekben pedig ehhez igazodóan alakult az intézmény profilja. 1968-tól egészségügyi szakközépiskolai képzés, majd 1972-től óvónői szakközépiskolai képzés folyt, mígnem 1975-ben a gimnáziumi képzés kis híján megszűnt. 1971-ben a gimnázium diákjainak száma eléri a 760 főt. A gimnáziumi oktatás és a tantestület egy része átkerült a mai Kodály Zoltán Gimnáziumba.

### Fejlődés
A nehezen megmentett gimnáziumi oktatás 1975-től igen jelentős fejlődésen ment keresztül, jóllehet az óvónői szakközépiskola és az egészségügyi szakközépiskola hamarosan megszűntek. 1989-ben indult a matematika speciális oktatása, 1991-ben a hatévfolyamos gimnáziumi képzés. Ehhez társult később német, majd természettudományos csoportok beiskoláztatása (utóbbi megszűnt). 1992-ben a egészségügyi, majd 1997-ben az óvónői képzés szűnt meg. 1997 óta informatikai specializáció is felkerült az iskola profiljára, és az idegennyelvi osztály fele emelt óraszámú angolt tanul. 2001-ben az iskola kémia szaktantermének és a kisudvar felének feláldozásával készül el a Palatinus szálloda mélygarázsának lejárata. 2009-ben kiváló érettségiztető intézmény címet adományoz az iskolának az Oktatási Hivatal. Az intézmény rendezvénysorozattal ünnepelte fennállásának 100. évfordulóját 2012-ben.
A 90-es évek során kialakult szerkezetben tanul mai is a 20 osztály az iskola falai között:
- A: emelt óraszámú idegennyelvi (angol ill. német) osztály – négyévfolyamos gimnáziumi képzés
- B: matematika tagozat / emelt óraszámú informatika osztály – négyévfolyamos gimnáziumi képzés
- C: hatévfolyamos gimnáziumi képzés
- D: hatévfolyamos gimnáziumi képzés

## Igazgatók
- 1948–1950 Dr. Ambrus Géza
- 1950–1956 Hajnal Ernő
- 1956–1957 Dr. Borai Ákos
- 1957–1959 Dr. Fehér István
- 1959–1967 Dr. Tárkányi Ernőné
- 1967–1974 Dr. Wéber Mihályné
- 1974–1996 Dr. Hetesi Istvánné
- 1996– Ritter Attila

## Híres tanárok
- Tüskés Tibor (író, kritikus, irodalomtörténész, 1953-73)[8]
- Dr. Szentesi Béláné Széky Sára (mezőgazdasági mérnök, 1954-88)
- Ivasivka Mátyás (karnagy, 1957-1990)
- Pavlovics Márkné (ének-zene tanár, 1975-1996)
- Dr. Mohay András (gyermekgyógyász, orvostanár, 1975-1989, 1990-1997)

## Híres diákok
- Csorba Győző (költő, műfordító, 1935)
- Pásztory Dóra (paralimpikon úszó, 2003)
- Szikszai Péter (énekes, ByTheWay, 2005)
- Knoch Viktor (rövidpályás gyorskorcsolyázó, 2008)
- Dibusz Dénes (labdarúgókapus, 2009)
- Tóth Edu (humorista, 2001)
- Dr. Szuhai Károly (molekuláris sejtbiológus, 1985)
- Varga Zsófia (fordító, újságíró, 1992)

## Rangsor
A közvélemény által talán a legjobban ismert iskolai rangsoron, a HVG 100 Legjobb Középiskola 2025 ranglistáján a Janus Pannonius Gimnázium a 37. helyen szerepel. A korábbi évek kompetenciaméréseinek, érettségi és felvételi eredményeinek figyelembevételével készült rangsoron a gimnázium az egyik legeredményesebb középiskola Baranya vármegyében. Érdemes kiemelni, hogy az iskola minden évben kiemelkedő eredményeket ér el matematika, fizika, informatika és biológia tantárgyakból, de az egyéb tantárgyak esetében is rendre találunk országos versenyeredményeket.
Az Oktatási Hivatal azon elemzését is fontos megemlíteni, mely az intézményeket a pedagógiai munka alapján rangsorolja. "Magyarországon erős összefüggés van a diákok társadalmi státusza és iskolai teljesítménye között, vannak azonban olyan intézmények, ahol a pedagógusok sikeresen ellensúlyozzák a tanulók hátrányos szociális helyzetét, akik így a vártnál sokkal jobb eredményeket érnek el, nagyobb számban szereznek magasabb képesítést, mint a szüleik" - írja az Oktatási Hivatal. Ezt a Pécsi Janus Pannonius Gimnázium is elmondhatja magáról, hiszen rendszeresen méltatják az intézményt az OH elemzéseiben.

#### AHVGrészletes jelentése a gimnázium 2025-ös rangsorban elfoglalt helyéről:[12]
| Matematika- kompetencia | Szövegértés- kompetencia | Magyar- érettségi | Matematika- érettségi | Történelem- érettségi | Nyelvi érettségi | Felvételi eredmények |
| ----------------------- | ------------------------ | ----------------- | --------------------- | --------------------- | ---------------- | -------------------- |
| 12.                     | 4.                       | 122.              | 52.                   | 70.                   | 61.              | 55.                  |

#### AHVGországos középiskolai tanulmányi rangsorában elfoglalt helyezés:
|             | 2019 | 2020 | 2021 | 2022 | 2023 | 2024 | 2025 |
| ----------- | ---- | ---- | ---- | ---- | ---- | ---- | ---- |
| HVG rangsor | 43.  | 79.  | 49.  | 53.  | 49.  | 88.  | 37.  |

## Galéria

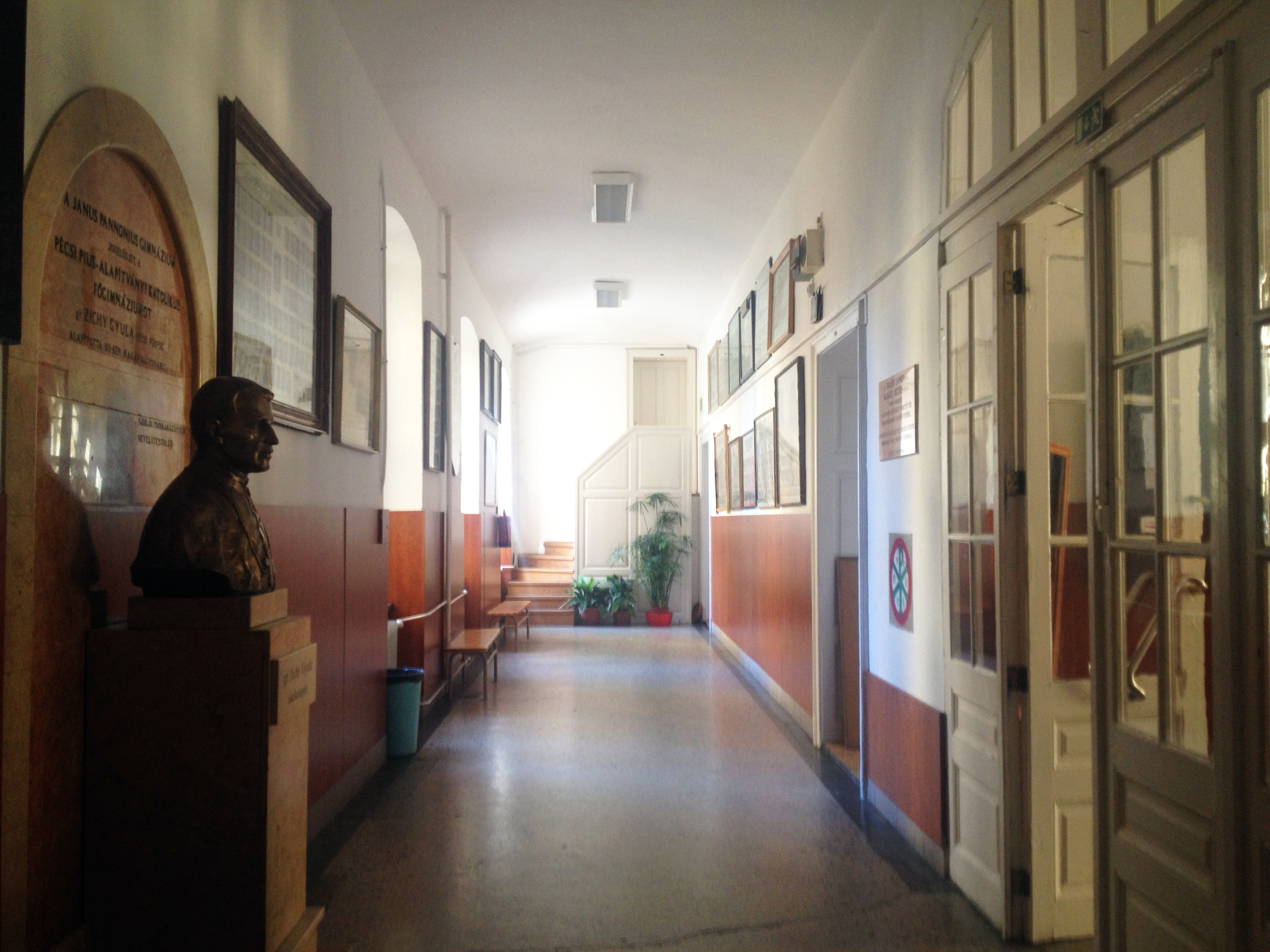
A Pécsi Janus Pannonius Gimnázium földszinti folyosójának részlete
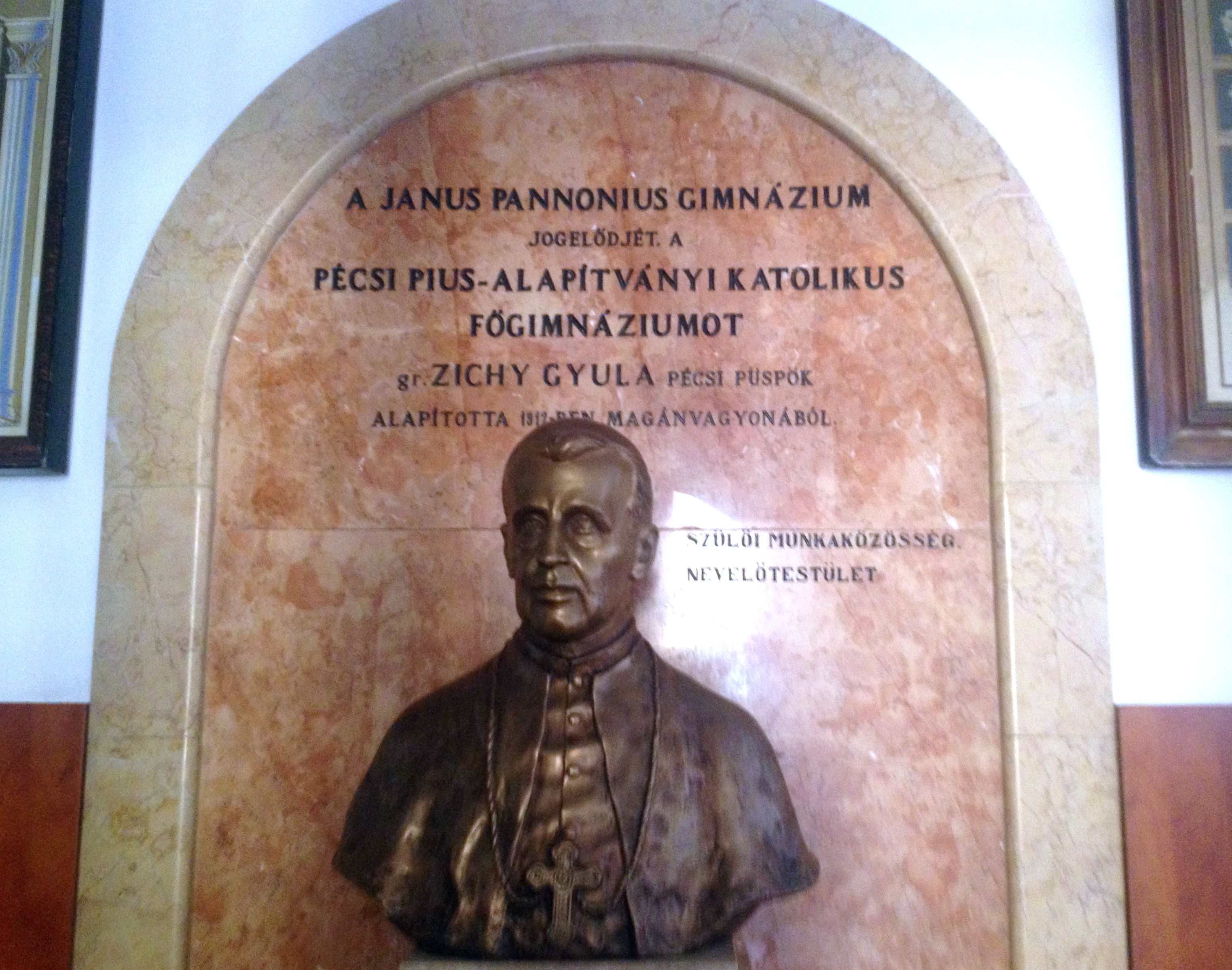
Zichy Gyula iskolaalapító mellszobra a Pécsi Janus Pannonius Gimnáziumban (Trischler Ferenc alkotása)
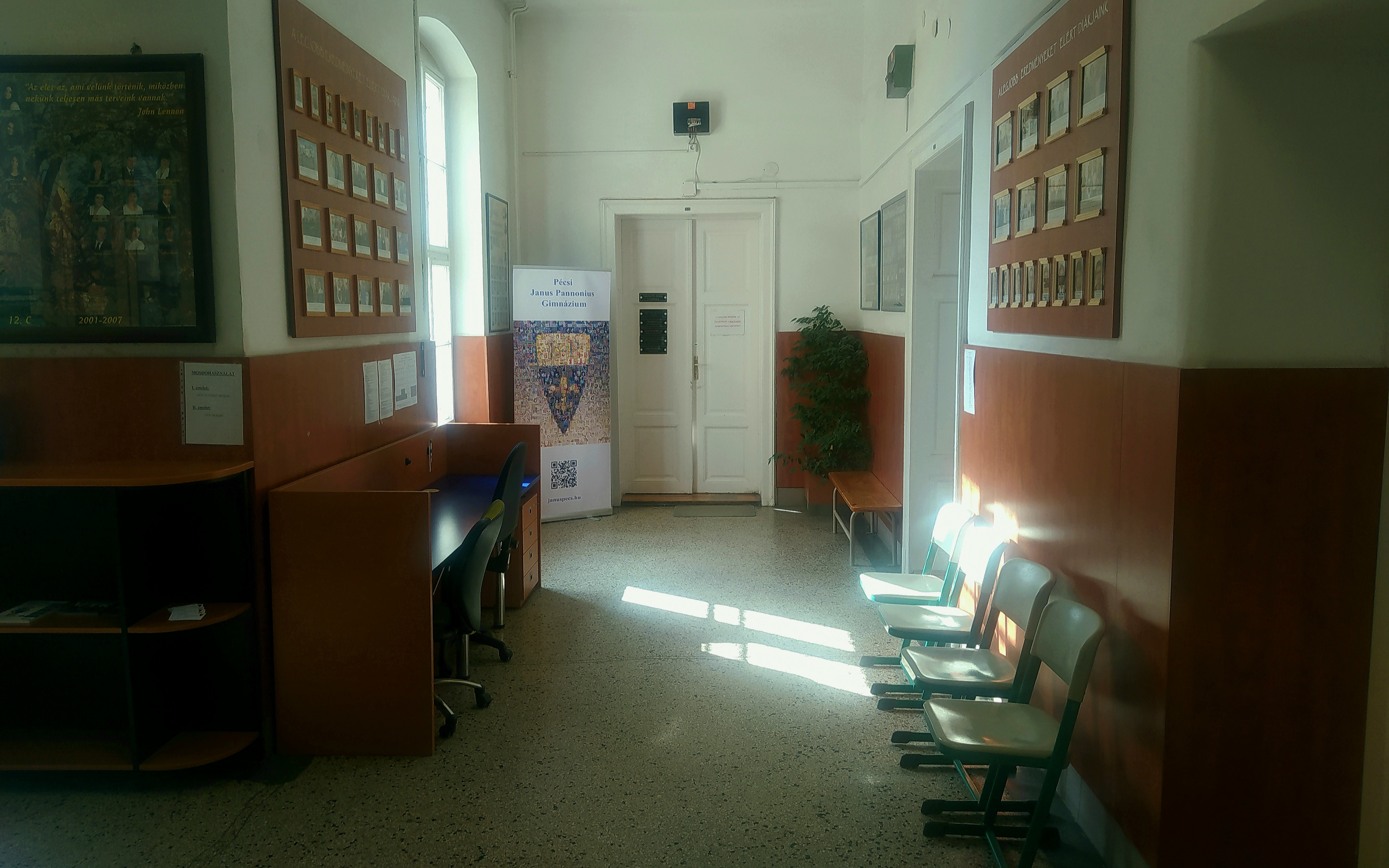
A gimnázium igazgatóságának előtere
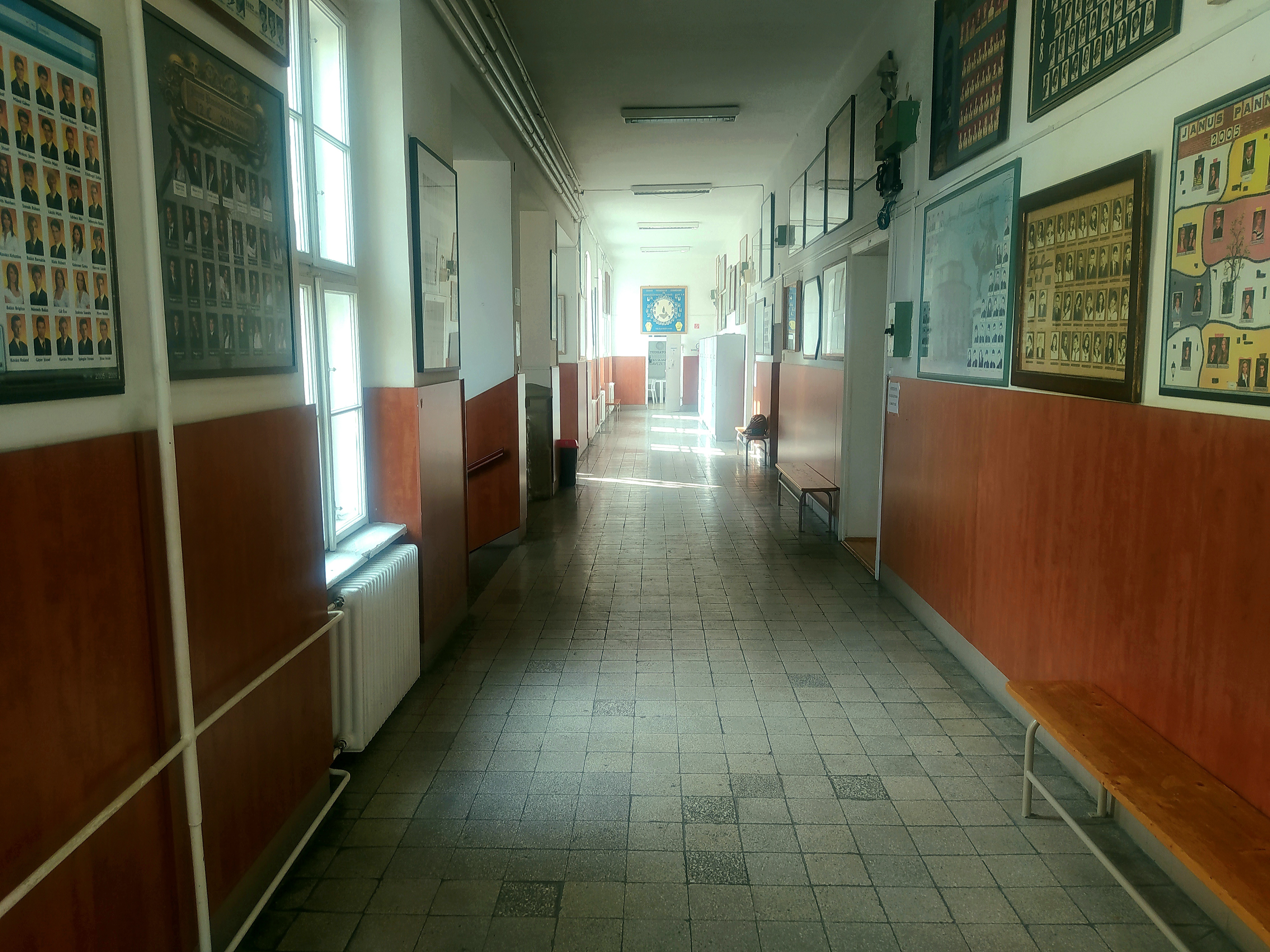
A Pécsi Janus Pannonius Gimnázium második emeleti folyosójának részlete
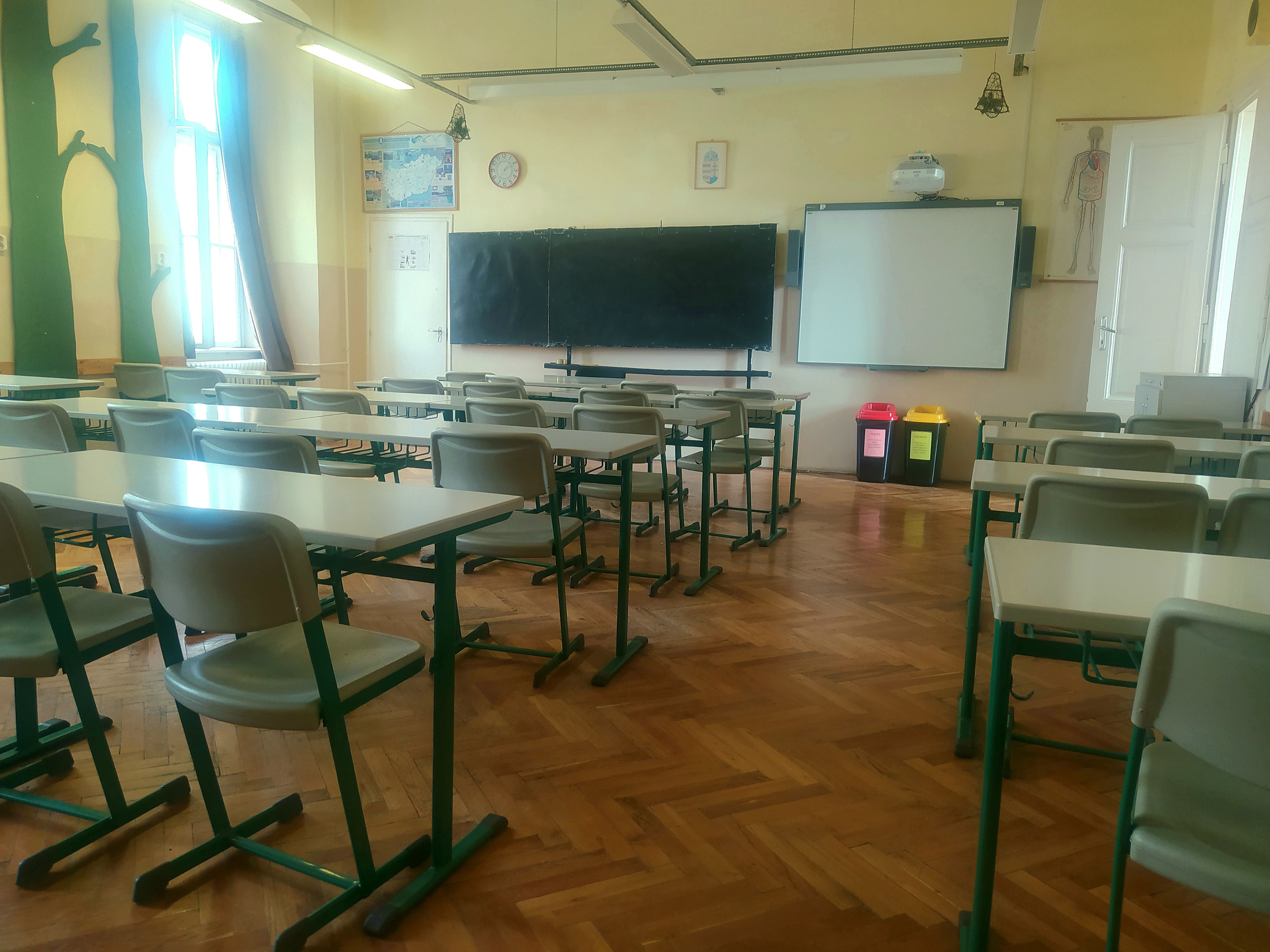
Az iskola egyik terme
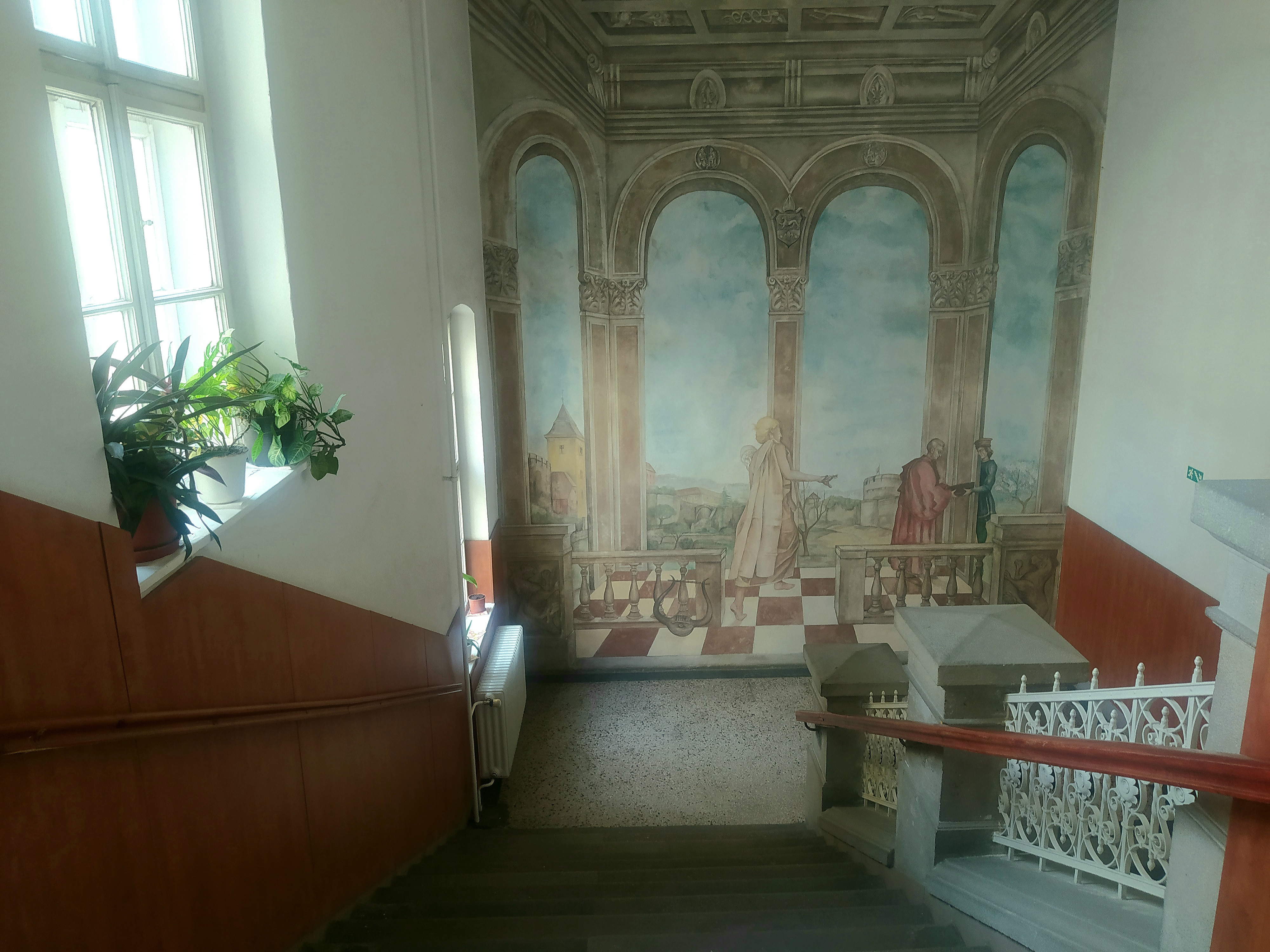
Az iskola díszes lépcsőháza
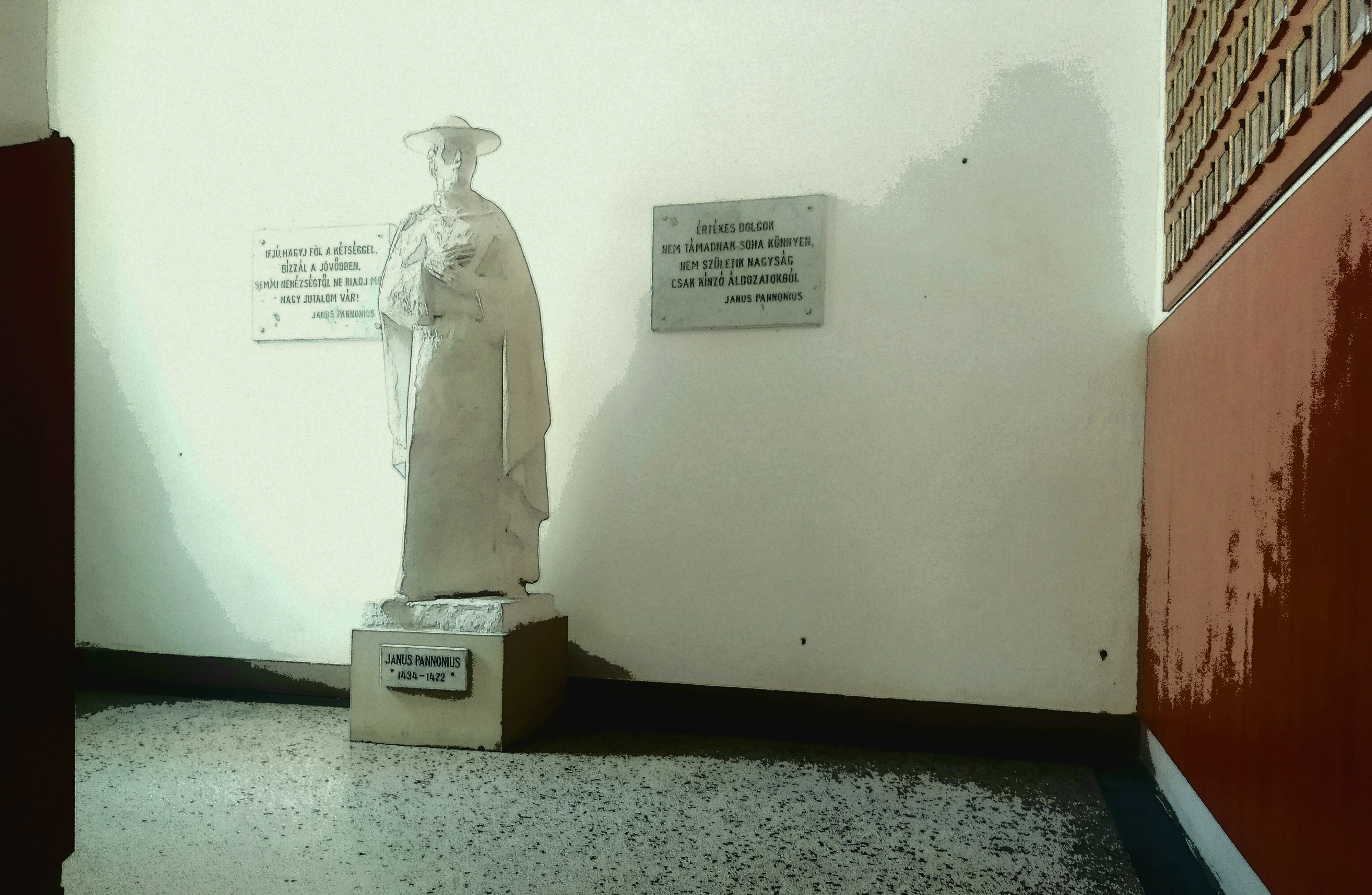
Az iskola jelképének és névadójának szobra
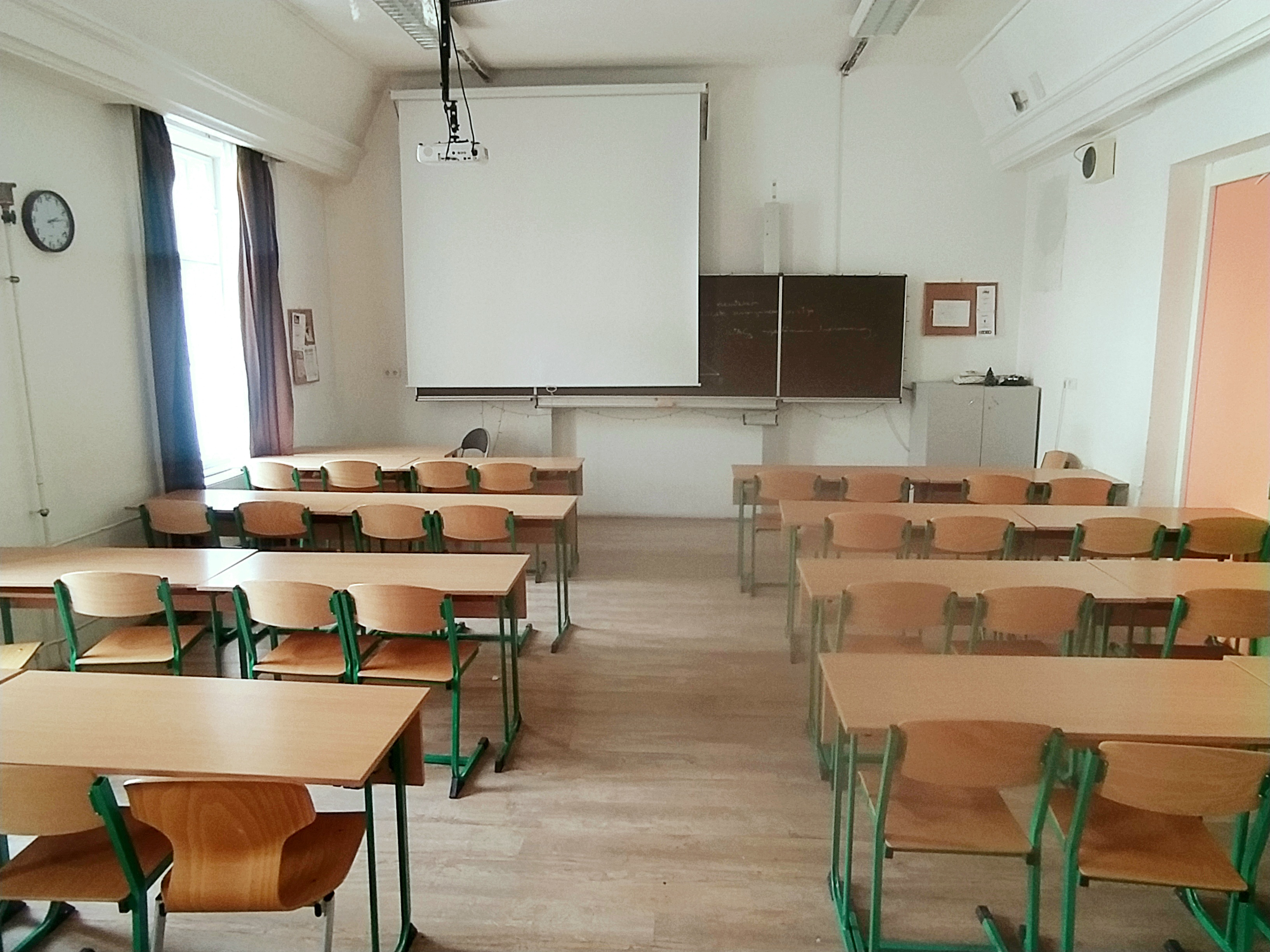
Az iskola egyik terme
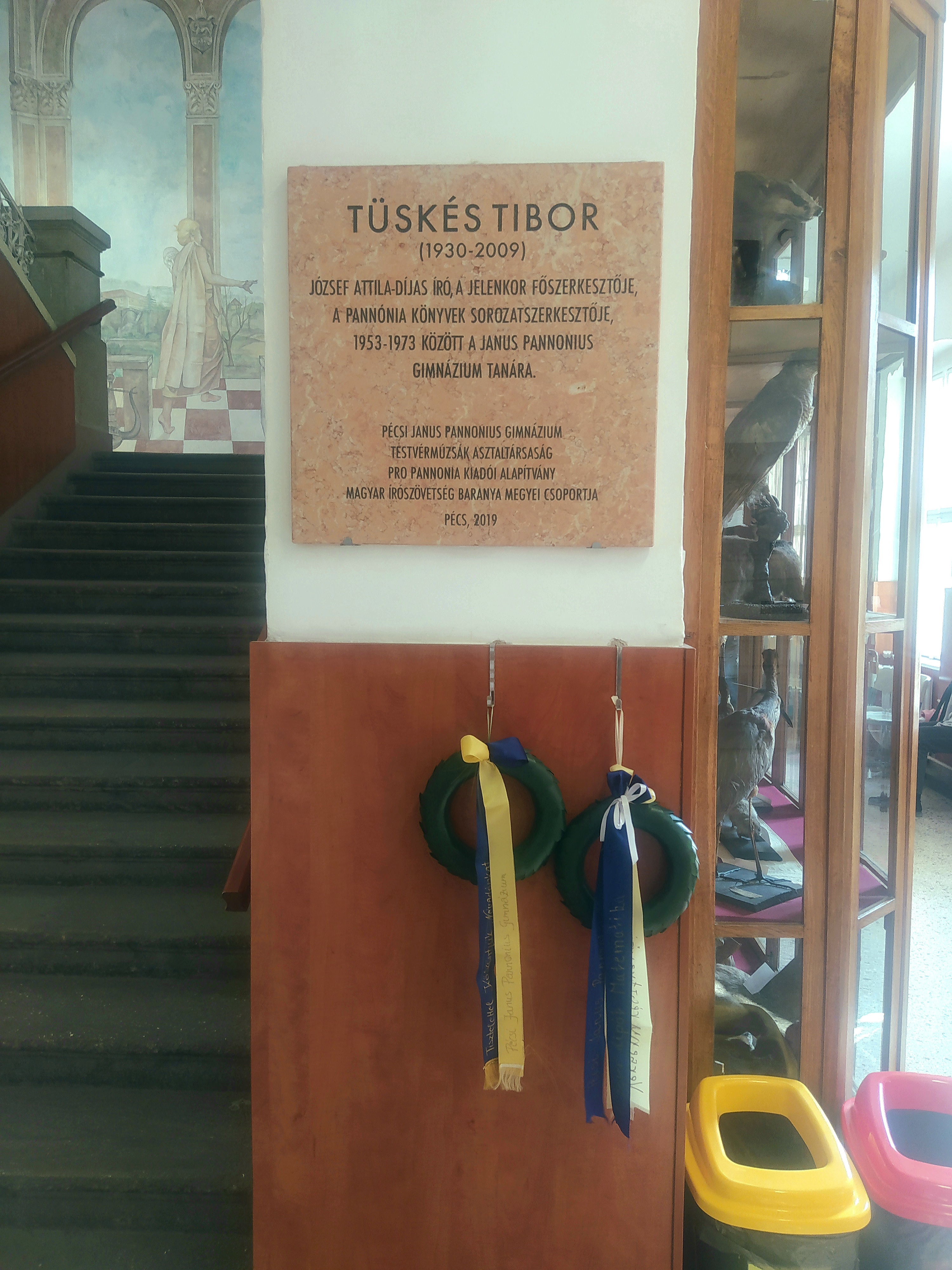
Tüskés Tibor emléktáblája az iskola folyosóján